# Abbaye Saint-Paul de Soissons
Pour les articles homonymes, voir Abbaye Saint-Paul et Saint-Paul.
L'abbaye Saint-Etienne, puis Saint-Paul de Soissons est une ancienne abbaye augustine fondée en 1228 par l'évêque de Soissons, Jacques de Bazoches.

## Histoire

### Saint-Étienne de Soissons
L'ancienne église paroissiale des faubourgs de Soissons dédiée à saint Étienne est donnée en 1170 aux chanoines réguliers de Saint Victor de Paris qui cèdent la place en 1228 à des chanoinesses régulières de l’ordre de saint Augustin.
L’église est rebâtie par Charles de Roucy et bénie le 29 juin 1579.

### Saint-Paul de Soissons
Les augustines permutent en 1617 avec les chanoines du Val des Écoliers de Saint-Paul de Reims. Le vocable de Saint-Paul est désormais acquis à l'établissement de Soissons. Les religieuses sont relocalisées à Reims. Après neuf ans de séjour dans leur monastère de Soissons, les religieux l’aliènent à de nouvelles religieuses de l'ordre de Saint-Augustin, dont une colonie, conduite par Françoise Le Charron, élue abbesse de Saint-Paul, vient de Saint-Etienne de Reims, en 1628, et fonde la nouvelle abbaye de Saint-Paul de Soissons.
En 1745, le pouvoir demande à l'évêque de Soissons, Fitz-James, d'envisager la fermeture de l'abbaye Notre-Dame de La Barre. L’évêque attribue les biens de la Maison de la Barre au couvent Saint-Paul de Soissons ; en contrepartie, celui-ci s'engage à verser une pension de 400 livres à chaque religieuse de chœur et de 300 à chaque sœur converse et devient Saint-Paul de La Barre,.
Le 13 février 1790, l'Assemblée constituante prononce l'abolition des vœux monastiques et la suppression des congrégations religieuses. Les religieuses qui y vivent encore sont dispersées en 1792.

## Abbesses
Les abbesses sont appelées Madame
- 1233 : Marie

### Abbesses commendataires
À partir du Concordat de Bologne, commence la série des abbesses commendataires et seigneurs temporels, nommé par le roi :
- sd : Étiennette de Duyt, permute, en 1549 ou 1550 avec l'abbesse de Notre-Dame des Bois de Bricot[8].
- 1549 ou 1550 : Anne de Butor
- sd : Magdeleine de Vendôme(† 1588)
- 1628 : Françoise Le Charon qui conduit la colonie venant de Reims, devient abbesse de Penthemont en 1644
- ?-1664 : Henriette d’Espinay-Saint-Luc (†1671), fille de Timoléon d'Espinay, résigne le 1er février 1664 en faveur de sa sœur Françoise Catherine, pour devenir abbesse des Feuillantines à Paris, puis d’Étival-en-Charnie.
- 1664-1694: Françoise Catherine d’Espinay-Saint-Luc (†1698), fille légitimée de Timoléon d'Espinay, succède à sa sœur Henriette et se démet en faveur de sa sœur Isidore.
- 1694-? : Isidore d’Espinay-Saint-Luc (†après 1722), enfant adultérin de Timoléon d'Espinay, coadjutrice puis abbesse de Saint-Paul, succède à sa sœur le 9 août 1694.
- sd : Marie-Françoise d’Espinay (°1681 †1728).
- sd :   Marie-Thérèse Le Tonnelier de Breteuil (°1733 †1801).
- ~1770 : Mme de Margeret ou de Margetet

## Patrimoine foncier
L'abbaye possède des terres à  Seleus, Trosly et Jaulzy.

## Héraldique
| Blason abbaye Saint-Paul de Soissons | Les armes de l'abbaye Saint-Paul de Soissons se blasonnent ainsi : D'argent à un chevron d'azur, chargé de onze besants d'or.. |